# Tomice (Ciepłowody)

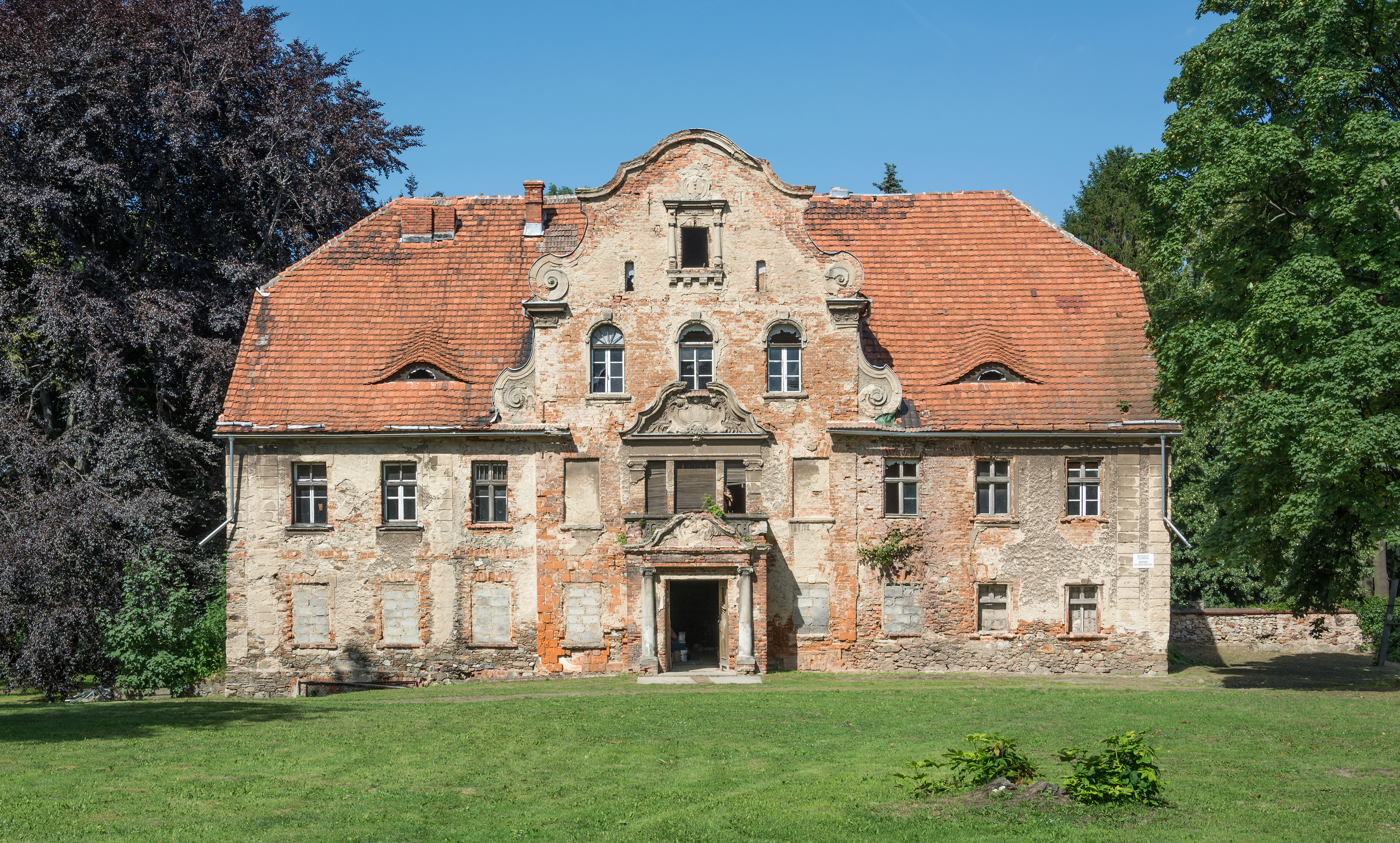
Schloss Tomnitz

Tomice (deutsch Tomnitz, Kr. Frankenstein veraltet auch Tumpniz) ist ein Ort in der Landgemeinde Ciepłowody (Tepliwoda) im Powiat Ząbkowicki (Frankenstein) der Woiwodschaft Niederschlesien in Polen.

## Lage
Nachbarorte sind Sulisławice (Zülzendorf) im Westen, Koźmice (Kosemitz) im Norden, Szklary (Gläsendorf) im Süden, Karczowice (Tadelwitz) im Nordosten, Kobyla Głowa (Kobelau) im Osten. 

## Geschichte
„Tonnicz“ wurde 1411/13 erstmals erwähnt. Der Ortsname lässt auf eine slawische Gründung schließen, die im Zuge der Ostkolonisation durch deutsche Siedler neu erschlossen wurde. Es gehörte Tomnitz zum Herzogtum Münsterberg, das ein Lehen der Krone Böhmens war. Grundherren waren: 1392 Johann Seckil, 1461 Hans Seckil, darauf dessen Sohn, 1482 des letzteren Witwe Hedwig. Ein Anteil gehörte zeitweise dem Hans von Pfeil auf Klein-Ellgut, 1503 besaß es Stephan von Prunster. Dessen Anteil wandelten die Herzöge Albrecht I. und Karl I. von Münsterberg und Oels von einem Lehen ins Erbe um. 1520 waren die Besitzer Konrad von Sommersfeld und Paul Hornig. Adam von Pannwitz gab es seinem Schwager Konrad von Sommersfeld zu Arldorf. Nachdem Herzog Karl I. von Münsterberg es zuvor wiederum zeitweise als Lehen vergab, sprach der böhmische Landesherr Kaiser Mathias dem Konrad von Sommersfeld das Gut erblich zu. Als weitere Besitzer folgten: 1630 Konrad von Kötske, 1677 Johann Ferdinand von Kunitz, 1686 Karl Gustav von Vogten. Dessen Sohn Hans Sigmund von Vogten verkaufte es Karl Ferdinand von Steinsdorf und dieser seinem Schwiegersohn von Ferntheil. Seit 1778 waren die Eigentümer die Herren von Schickfuß.
Nach dem Ersten Schlesischen Krieg fiel Tomnitz 1741/42 mit dem größten Teil Schlesiens an Preußen. Die alten Verwaltungsstrukturen wurden aufgelöst und Tomnitz in den Landkreis Frankenstein eingegliedert, mit dem es bis 1945 verbunden blieb. 1785 sind für Tomnitz belegt: ein Vorwerk, neun Gärtner, fünf Häusler, eine Schmiede, eine Wassermühle und 115 Einwohner. 1845 waren es 21 Häuser, ein Vorwerk, 201 überwiegend evangelische Einwohner (sieben katholisch), evangelische Kirche zu Zülzendorf, katholische Kirche zu Protzan, eine Wassermühle, ein Böttcher und ein Schmied.
Als Folge des Zweiten Weltkriegs fiel Tomnitz mit fast ganz Schlesien 1945 an Polen. Nachfolgend wurde es in Tomice umbenannt. Die deutschen Einwohner wurden, soweit sie nicht schon vorher geflohen waren, vertrieben. Die neu angesiedelten Bewohner waren teilweise Zwangsumgesiedelte aus Ostpolen, das an die Sowjetunion gefallen war. 
Von 1975 bis 1998 gehörte Tomice zur Woiwodschaft Wałbrzych.

## Sehenswürdigkeiten
- Schloss Tomnitz, aus der ersten Hälfte des 18. Jahrhunderts, 1909 umgebaut, umgeben von einem Landschaftspark.[3]
- Schlosspark